# Edizioni SUR
SUR è una casa editrice indipendente italiana nata nel 2011. Pubblica autori attuali e classici contemporanei.
Inizialmente si specializza nella pubblicazione esclusiva di letteratura latinoamericana, ma dalla fine del 2015 propone, con la nascita della collana BIG SUR, anche traduzioni di narrativa e saggistica angloamericana.

## Collane
- SUR: collezione di libri cartonati che tracciano il canone della letteratura contemporanea dall’America latina.
- BIGSUR: propone opere di cultura angloamericana di diversi generi (narrativa di genere, biografie e autobiografie di artisti, musicisti, cineasti).
- littleSUR: collana economica che comprende testi brevi (novelle, racconti, diari di bordo) di grandi autori e le riproposte in tascabile dei maggiori successi di SUR.[2]